# نور آلودگی آلالنا
نور آلودگی آلالنا (به لاتین: Nosy Alañaña Light) یک فانوس دریایی در ماداگاسکار است که در تواماسینا (استان) واقع شده‌است.